# خوزه سانتاماریا
خوزه سانتاماریا (انگلیسی: José Santamaría؛ زادهٔ ۳۱ ژوئیهٔ ۱۹۲۹) یک بازیکن فوتبال و سرمربی اهل اسپانیا است.
از باشگاه‌هایی که در آن بازی کرده‌است می‌توان به رئال مادرید، باشگاه فوتبال ناسیونال اروگوئه، تیم ملی فوتبال اروگوئه و تیم ملی فوتبال اسپانیا اشاره کرد.